# Sommerwurzen
Sommerwurzen (Orobanche) sind eine Pflanzengattung innerhalb der Familie der Sommerwurzgewächse (Orobanchaceae). Die nur noch etwa 100 Arten sind holoparasitische Blütenpflanzen, also Vollschmarotzer.

## Beschreibung und Ökologie

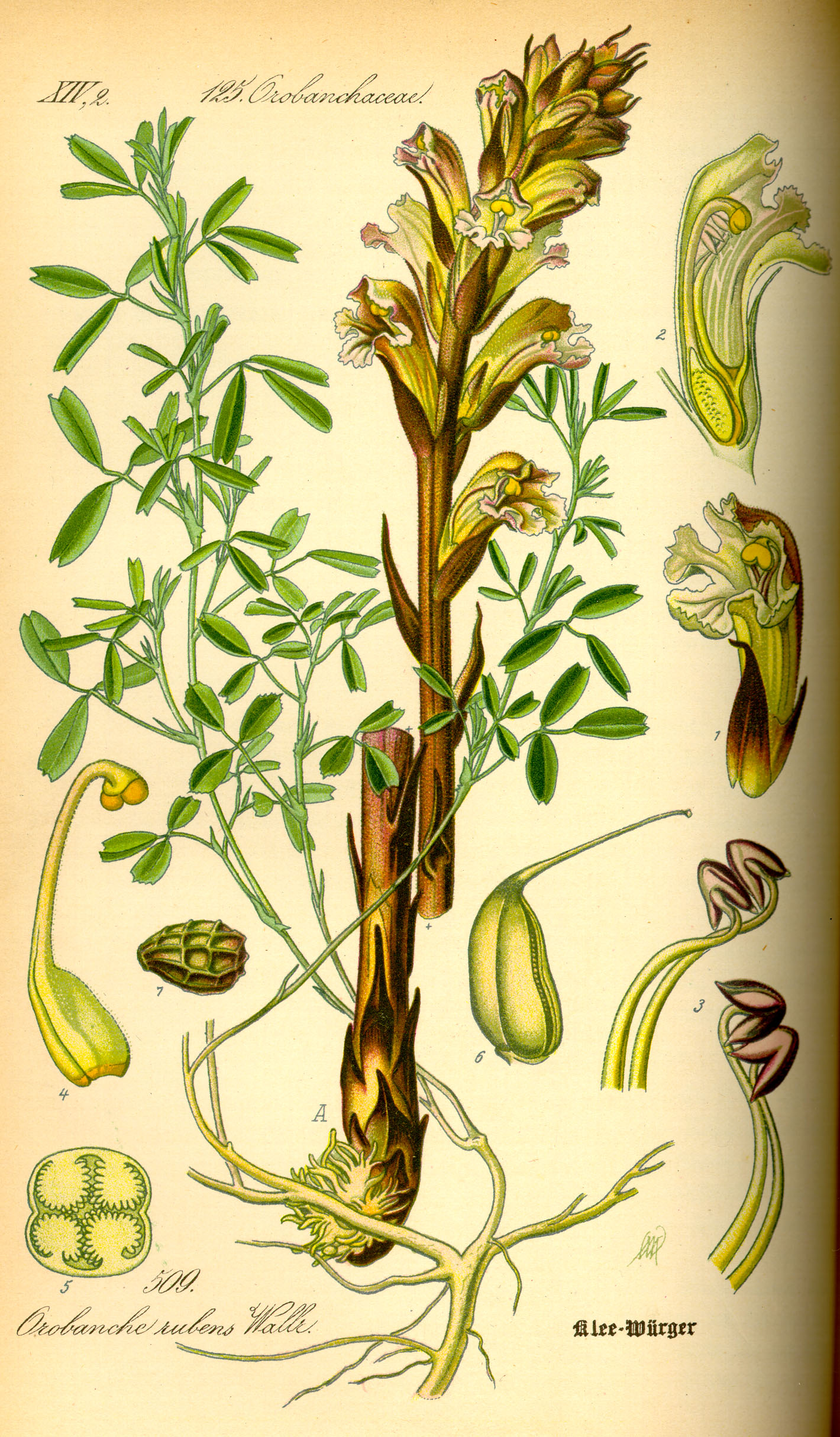
Illustration der Gelben Sommerwurz (Orobanche lutea)

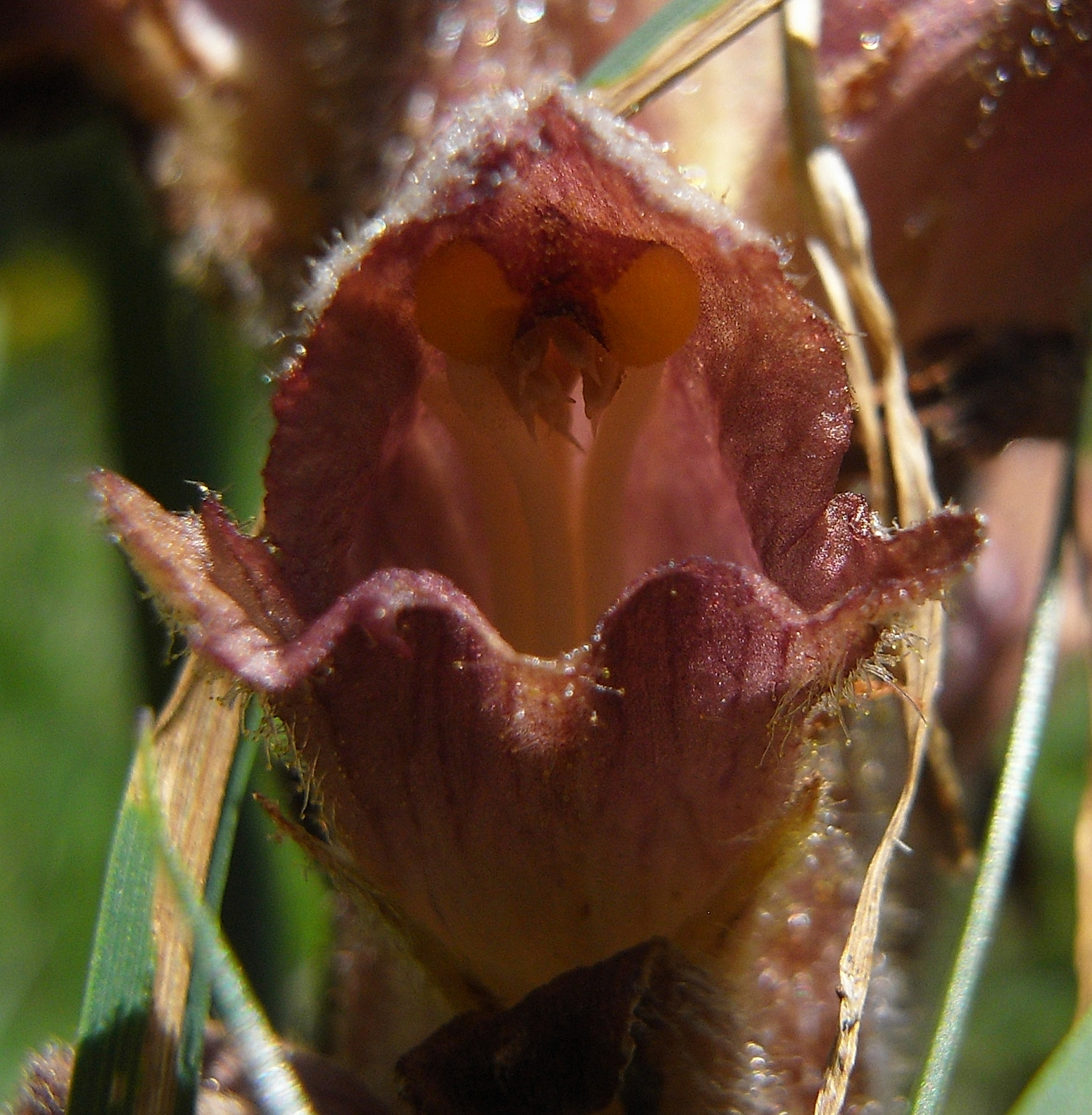
Detail der zygomorphen Blüte der Ginster-Sommerwurz (Orobanche rapum-genistae)

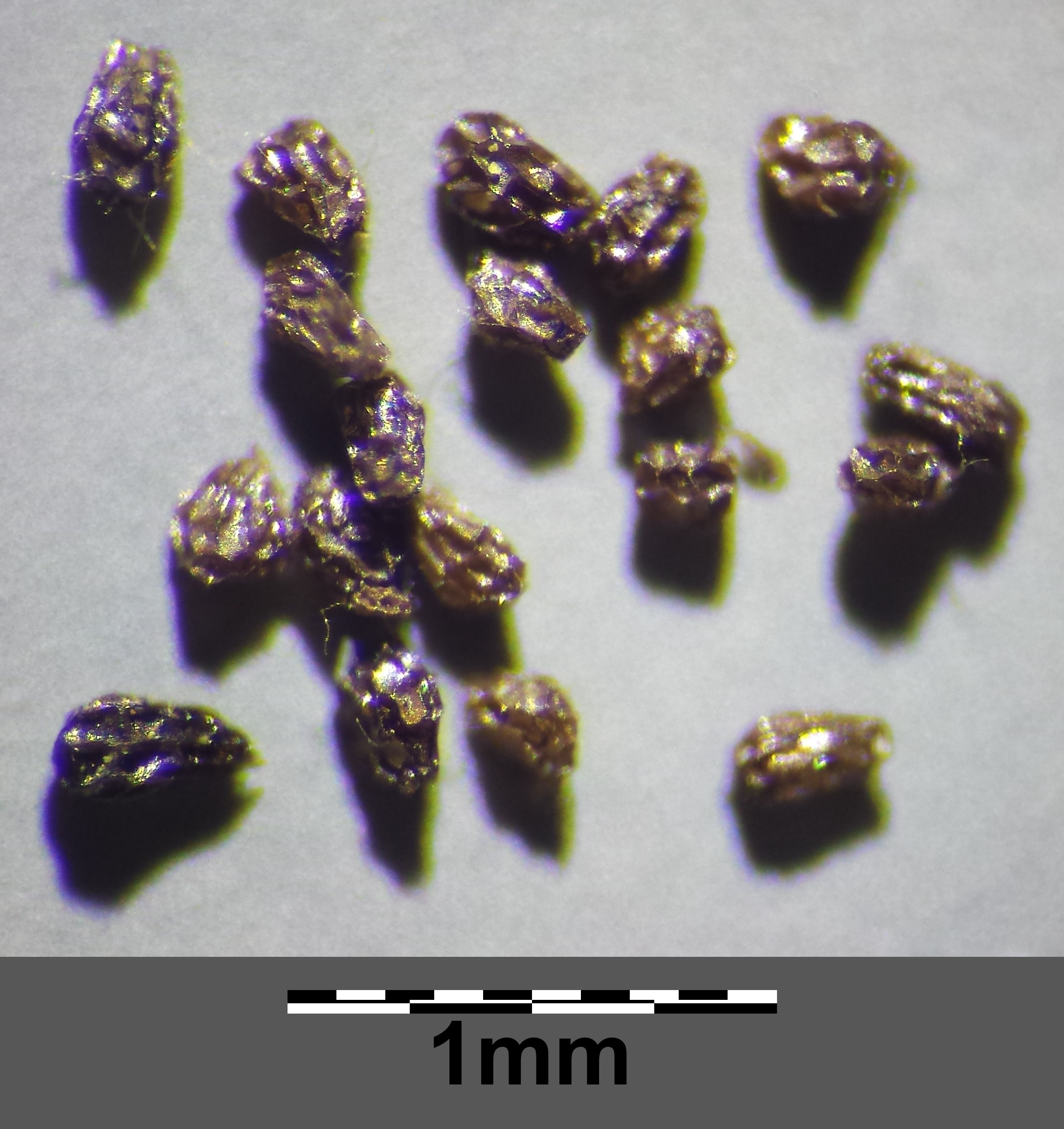
Samen der Bläulichen Sommerwurz (Orobanche coerulescens)

### Vegetative Merkmale
Sommerwurz-Arten sind einjährige oder ausdauernde krautige Pflanzen und Vollschmarotzer. Die bleichen Sprosse werden erst nach Ausbildung der Speicherknolle entwickelt. Sommerwurzpflanzen besitzen keine Chloroplasten und können keine Photosynthese betreiben, sie sind daher vollständig auf die Ernährung durch ihre Wirte angewiesen (Holoparasit). Ihr schnelles Wachstum wird durch die in der Wurzelknolle gespeicherten Reservestoffe ermöglicht. Die Sprosse tragen nur reduzierte Schuppenblätter, in deren Achseln im oberen Teil die Blüten stehen.

### Generative Merkmale
Die zwittrigen Blüten sind zygomorph. Die Kronblätter sind zu einer Röhre verwachsen. Pro Blüte gibt es vier Staubblätter.
Die Kapselfrüchte können einige Tausend Samen enthalten und eine Sommerwurzpflanze kann über 300.000 Samen bilden, die später mit dem Wind ausgebreitet werden. Samen der Sommerwurz-Arten gehören mit 0,3 bis 0,5 Millimetern Länge zu den kleinsten aller Pflanzensamen. Die Samen können mehrere Jahre im Boden ausdauern, ohne ihre Keimfähigkeit zu verlieren. Ihre Keimung wird von Substanzen, sogenannten Keimungsinduktoren, ausgelöst, die von Wurzeln der Wirtspflanze ausgeschieden werden. Diese Stoffe werden unter dem Begriff Strigolactone zusammengefasst. Ihre unterschiedliche Struktur trägt zur Wirtsspezifität verschiedener Orobanche-Arten bei. Erreicht die Keimwurzel eine geeignete Wirtswurzel, dringt sie in diese ein und bildet ein spezielles Kontaktorgan, das Haustorium. Nach Anschluss an die Leitbündel des Wirtes entwickelt die Sommerwurzpflanze zunächst auf der Wurzeloberfläche ihres Wirtes ein Speicherorgan (Tuberkelstadium), an dem sich der spätere Spross bildet. Ihre Wurzeln sind nicht zur Nährstoffaufnahme aus dem Boden befähigt, können aber bei Kontakt mit Wurzeln des ersten oder eines anderen Wirtes weitere Haustorien bilden. Gelegentlich dringen diese auch in die Wurzeln der eigenen oder einer anderen Sommerwurzpflanze ein.

## Orobancheals Schädling
Sommerwurz-Arten parasitieren nur auf zweikeimblättrigen Wirtspflanzen. Ihre Wirtsselektivität ist unterschiedlich ausgeprägt. Während manche Arten Wirte bestimmter Familien bevorzugen (zum Beispiel Orobanche ramosa u. a. Solanaceae), besitzen andere ein sehr enges Wirtsspektrum (zum Beispiel Orobanche cumana auf Sonnenblume). Die verursachten Schäden an den Wirtspflanzen sind auf den Entzug von Wasser und Nährstoffen zurückzuführen. In bewässerten und gedüngten Kulturen sind die Schäden wesentlich geringer, wirtschaftliche Bedeutung hat der Sommerwurzbefall daher vor allem in den ärmeren Ländern Afrikas und Westasiens. Neben zahlreichen, nur punktuell oder begrenzt verbreiteten Arten spielen fünf Arten als Schädlinge in landwirtschaftlichen Kulturen eine besondere Rolle:
- Orobanche cernua auf Sonnenblumen, Tomaten, Auberginen und Tabak;
- Orobanche crenata auf Ackerbohnen, Kichererbsen, Linsen, Erbsen, Futterwicken, Möhren, Salat und Sonnenblumen;
- Orobanche minor auf Klee, Luzerne und Tabak.

Die Samen werden durch landwirtschaftliche Maschinen, verunreinigtes Erntegut, Bewässerungssysteme und Erosion verbreitet. Auch Tiere können die Samen äußerlich und nach Aufnahme mit dem Futter durch ihre Ausscheidungen verschleppen. Die Schäden durch Sommerwurzbefall können durch Bodenbehandlung, Düngung, Bewässerung und Zeitpunkt der Saat beeinflusst werden. Die Bekämpfung der Sommerwurzpflanzen nach dem Auftreten erfolgt in wenig entwickelten Ländern durch Entfernen der Blütensprosse von Hand.
Sommerwurz-Arten lassen sich nur schwierig bekämpfen, da sie kein Chlorophyll besitzen und die Samen äußerst widerstandsfähig sind. Nur wenige Herbizide sind gegen sie wirksam.
Verschiedene biologische Bekämpfungsverfahren werden noch erprobt, die bisher keine wirksame und wirtschaftliche Bekämpfung der Sommerwurzarten ermöglichen:
In Sonnenblumen-Kulturen sollen Maispflanzen als „Fangpflanzen“ dienen, die den Samen von Orobanche cumana zur Keimung bringen. Da die Keimlinge auf Mais nicht überleben können, sterben diese ab.
Auf längere Sicht erscheint die Züchtung von resistenten Kulturpflanzensorten die sinnvollste Lösung zu sein.

## Systematik, botanische Geschichte und Verbreitung
Die Gattung Orobanche wurde 1753 durch Carl von Linné aufgestellt. Günther Beck von Mannagetta und Lerchenau veröffentlichte 1890 eine Monographie der Gattung Orobanche. Theodor Fischer, Cassel. Als Lektotypusart wurde Orobanche major L. festgelegt. Ein Synonym von Orobanche L. ist Orobanche C.A.Mey.
Die Gattung Orobanche wurde in die Familie der Braunwurzgewächse (Scrophulariaceae) gestellt. Sie wird nach molekulargenetischen Daten in die Familie der Sommerwurzgewächse (Orobanchaceae) eingeordnet. Die Unterscheidung der einzelnen Arten anhand morphologischer Eigenschaften ist schwierig. Es erfolgte nach molekulargenetischen Untersuchungen eine Aufspaltung der Gattung Orobanche s. l. (bis zu 200 Arten) in einige Gattungen. Bei Joel 2009 sind die beiden Gattungen Orobanche s. str. (Chromosomengrundzahl x = 19) und Phelipanche Pomel (Chromosomengrundzahl x = 12) getrennt. Schneider stellt 2016 weitere Arten in die reaktivierte Gattung Aphyllon Mitch. Damit werden in der Gattung Orobanche s. str. (nur noch bis zu 100 Arten) keine Untergattungen, Sektionen oder Untersektionen akzeptiert.
Die Orobanche-Arten gedeihen meist in den warmen bis gemäßigten Gebieten der Nordhalbkugel. In Europa kommen etwa 40 Arten vor.
| - Es gibt etwa 100 Orobanche-Arten: - Thymian-Sommerwurz oder Quendel-Sommerwurz oder Weiße Sommerwurz (Orobanche alba Stephan ex Willd., Syn.: Orobanche alexandri Tineo, Orobanche chassia Formánek, Orobanche cuprea Boiss. & Balansa, Orobanche diaphana F.W.Schultz, Orobanche epithymum DC., Orobanche glabrata C.A.Mey., Orobanche hellebori Miégev., Orobanche punctata F.W.Schultz, Orobanche raddeana Beck, Orobanche rubra Sm., Orobanche squalida Steven, Orobanche wiedemannii Boiss., Orobanche alba subsp. major (Čelak.) Zázvorka, Orobanche alba subsp. xanthostigma Rätzel & Uhlich): Sie ist in Nord-, Mittel, Südwest-, Ost- und Südosteuropa (Spanien, Frankreich, Vereinigtes Königreich, Schweden, Belgien, Deutschland, Österreich, Schweiz, Italien, Polen, Ukraine, Ungarn, Tschechien, Slowenien, Slowakei, Serbien, Kroatien, Bulgarien, Rumänien, Albanien, in der Republik Moldau, in Griechenland), im europäischen und asiatischen Teil Russlands, Nordafrika (Algerien, Marokko), Westasien (Türkei, Iran), im Kaukasusraum (Armenien, Aserbaidschan, Georgien, Dagestan, Ciskaukasien), Zentralasien (Turkmenistan, Afghanistan), in Tibet, Sichuan, Pakistan, indischen Bundesstaat Jammu und Kashmir und in Nepal weitverbreitet. - Orobanche almeriensis A.Pujadas, Syn.: Orobanche amethystea var. almeriensis (A.Pujadas) A.Pujadas: Dieser Endemit kommt in Spanien nur in Almería, Granada sowie Jaén vor. - Elsässer Sommerwurz (Orobanche alsatica Kirschleger, Syn.: Orobanche bartlingii Griseb., Orobanche caudata De Not., Orobanche cervariae Godr., Orobanche fuscovinosa Maire, Orobanche libanotidis Rupr., Orobanche mayeri (Suess. & Ronniger) Bertsch & F.Bertsch, Orobanche alsatica subsp. libanotidis (Rupr.) Tzvelev, Orobanche alsatica subsp. mayeri (Suess. & Ronniger) Kreutz, Orobanche alsatica var. mayeri Suess. & Ronniger): Sie ist in Europa und in Tunesien verbreitet. - Amethyst-Sommerwurz (Orobanche amethystea Thuill., Syn.: Orobanche bracteata Viv., Orobanche attica Reut., Orobanche eryngii Duby, Orobanche knappii Pant.): Sie ist von Marokko sowie Algerien über Portugal, Spanien, Frankreich, Großbritannien, Deutschland, Schweiz, Italien, Südosteuropa (Kroatien, Serbien, Albanien, Bulgarien, Griechenland), bis zum Iran und Afghanistan verbreitet. - Orobanche amoena C.A.Meyer (Syn.: Orobanche amoenoides Kabulov, Orobanche ariana Gontsch., Orobanche colossea (Beck) Novopokr., Orobanche ianthina Franch.): Sie kommt im europäischen Russland, im Iran, Afghanistan, Pakistan, in Zentralasien, in China, in der Mongolei und in Sibirien vor. - Orobanche anatolica Boiss. & Reut. ex Reut., (Syn.: Orobanche bractealis Stev. ex Beck, Orobanche leucopogon Boiss. & Hausskn. ex Boiss., Orobanche anatolica var. leucopogon (Boiss. & Hausskn. ex Boiss.) Beck): Sie kommt in der Türkei vor. - Orobanche armena Tzvelev: Sie kommt in Armenien und im asiatischen Teil der Türkei vor. - Panzer-Sommerwurz (Orobanche artemisiae-campestris Gaudin, Syn.: Orobanche artemisiae Gren. nom. illeg., Orobanche ambigua Moris, Orobanche carotae Des Moul., Orobanche centaurina Bertol., Orobanche hieracii-pilosellae F.W.Schultz, Orobanche lilacina F.W.Schultz, Orobanche loricata Rchb., Orobanche picridis-hieracioidis F.W.Schultz, Orobanche scolymi Pomel): Sie kommt in Marokko, auf der Iberischen Halbinsel, in Frankreich und in Griechenland vor. - Orobanche australis Bertol.: Dieser Endemit kommt nur auf Sardinien vor. - Orobanche austrohispanica M.J.Y.Foley: Sie kommt in Spanien vor. - Orobanche ballotae A.Pujadas: Sie kommt in Spanien und auf den Balearen vor. - Orobanche balsensis (J.A.Guim.) Carlón, M.Laínz, Moreno Mor. & Ó.Sánchez - Orobanche baumanniorum Greuter: Sie wurde 1987 aus Griechenland erstbeschrieben. - Orobanche benkertii Rätzel & Uhlich: Sie kommt im nördlichen Kaukasusgebiet vor. - Orobanche boninsimae (Maxim.) Tuyama (Syn.: Platypholis boninsimae Maxim.): Dieser Endemit kommt nur auf den japanischen Bonin-Inseln (Ogasawara Islands) vor. - Orobanche calendulae Pomel (Syn.: Orobanche artemisiae-campestris subsp. calendulae (Pomel) O.Bolòs, Vigo, Masalles & Ninot): Sie kommt in Marokko, Algerien, Portugal und Spanien vor. - Orobanche callieri (Tzvelev) Tzvelev (Syn.: Orobanche crenata var. callieri Tzvelev) - Orobanche camptolepis Boiss. & Reut. (Syn.: Orobanche coriosepala Solms ex Beck in Engl., Orobanche gontscharovii Novopokr., Orobanche ovata Blakelock, Orobanche platylepis Reut. ex Boiss., Orobanche schugnanica Novopokr.): Sie kommt in West- und Zentralasien vor. - Orobanche canescens C.Presl (Syn.: Orobanche littoralis Lojac. nom. illeg.): Sie kommt in Korsika, in Italien und in Griechenland vor. - Nelken-Sommerwurz (Orobanche caryophyllacea Sm., Syn: Orobanche vulgaris Poir., Orobanche galii Duby) - Orobanche castellana Reut. (Syn.: Orobanche amethystea subsp. castellana (Reut.) Rouy, Orobanche amethystea var. henriquesii J.A.Guim.) Sie kommt in Marokko, Spanien, Portugal, Frankreich, Korsika und auf den Kanarischen Inseln vor. - Orobanche centaurina Bertol. (Syn.: Orobanche kochii, Orobanche borbasiana Beck): Sie kommt in Frankreich, Deutschland, Tschechien, Österreich, Polen, Italien, Slowenien, Kroatien, Bosnien-Herzegowina, Serbien, Ungarn, Slowakei, Ukraine, Bulgarien, Rumänien und Russland vor. - Orobanche cernua Loefl.: Sie kommt in Europa, Afrika, Asien und Australien vor. - Orobanche chironii Lojac. (Syn.: Orobanche alsatica var. chironii (Lojac.) Bég.): Sie kommt in Sizilien vor. - Orobanche chrysacanthi Maire (Syn.: Orobanche reticulata auct. non Wallr.): Sie kommt in Marokko vor. - Orobanche clarkei Hook. f. (Syn.: Orobanche nicotianae sensu Clark non Wight): Sie kommt in Indien, Pakistan, Tadschikistan, im Altai und im westlichen Xinjiang vor. - Orobanche clausonis Pomel (Syn.: Orobanche lucorum var. hesperina J.A.Guim.): Sie kommt in Algerien, Portugal, Spanien, auf Sizilien und Malta vor. - Bläuliche Sommerwurz (Orobanche coerulescens Stephan ex Willd., Syn.: Orobanchella coerulescens (Stephan ex Willd.) R.Piwowarczyk, M.Nobis & J.Madeja, Orobanche ammophila C.A.Mey.) - Orobanche colorata K.Koch. (Syn.: Orobanche anatolica auct. non Boiss. & Reut. ex Reut., Orobanche anatolica Boiss. & Reut.): Sie kommt in Aserbaidschan, Georgien und in der Kaukasusregion vor. - Gezähnelte Sommerwurz (Orobanche crenata Forsskal, Syn.: Orobanche speciosa DC.): Sie kommt auf Madeira, in Nordafrika, in Südeuropa, in der Ukraine, in Westasien und im Kaukasusraum vor und ist auf den Azoren und Kanaren ein Neophyt. - Orobanche cumana Wallr. (Syn.: Orobanche cernua subsp. cumana (Wallr.) Soó) - Orobanche cypria Reuter ex Kotschy (Syn.: Orobanche cypria Reuter ex Beck nom. illeg.): Sie kommt in Zypern und im Iran vor. - Orobanche cyrenaica Beck (Syn.: Orobanche fuliginosa auct. non Reuter ex Jord.): Sie kommt in Libyen vor. - Orobanche cyrnea Jeanm., Habashi & Manen (Syn.: Orobanche santolinae auct.): Dieser Endemit kommt nur auf Korsika vor. - Orobanche daninii Domina & Raimondo: Sie kommt nur in Israel vor. - Orobanche densiflora Salzm. ex Reut. (Syn.: Orobanche crinita sensu Rchb. non Viv.): Sie kommt in Marokko, Algerien, Portugal, Spanien und in Malta vor. - Orobanche denudata Moris (Syn.: Orobanche decora Moris ex Reut.): Dieser Endemit kommt nur auf Sardinien vor. - Orobanche ebuli Huter & Rigo: Sie kommt in Italien vor. - Große Sommerwurz (Orobanche elatior Sutton, Syn.: Orobanche stigmatodes Wimm., Orobanche major L. nom. rej., Orobanche rosea Tzvelev) - Orobanche esulae Pančić: Sie kommt in Bulgarien und in Serbien vor. - Orobanche filicola Nakai ex Hyun, Lim & Shin: Sie kommt im südlichen Korea vor. - Pestwurz-Sommerwurz oder Hellgelbe Sommerwurz (Orobanche flava C.F.P. Mart. ex F.W.Schultz, Syn.: Orobanche tussilaginis F.W.Schultz ex Mutel): Es gibt zwei Varietäten: - Orobanche flava var. doriae Emb. & Maire - Orobanche flava C.F.P. Mart. ex F.W.Schultz var. flava - Orobanche foetida Poiret (Syn.: Orobanche foetida var. lusitanica Brot.): Sie kommt in Marokko, Algerien, Portugal, Spanien, Tunesien, Libyen, auf Sardinien, in Kroatien und in der Türkei vor. - Orobanche fuliginosa Reuter ex Jord. (Syn.: Orobanche sabulicola Lojac., Orobanche angelicifixa Péteaux & St.-Lag.): Sie kommt im südöstlichen Frankreich, in Sardinien, Griechenland und in der westlichen Türkei vor. - Orobanche gamosepala Reut. (Syn.: Ceratocalyx reuteri Lange, Orobanche phoenicea Fisch. ex Beck, Orobanche punicea Prescott, Necranthus orobanchoides Gilli): Sie kommt in der Türkei, in Aserbaidschan, Georgien, Armenien und im Kaukasusraum vor. - Orobanche glabricaulis Tzvelev: Kaukasusraum. - Blutrote Sommerwurz (Orobanche gracilis Sm., Syn.: Orobanche cruenta Bertol.) - Orobanche grenieri F.W.Schultz (Syn.: Orobanche lactucae Arvet-Touvet): Sie kommt in Spanien und Frankreich vor. - Orobanche grisebachii Reut. (Syn.: Orobanche minor var. grisebachii (Reut.) Hadidy) - Orobanche grossheimii Novopokr.: Sie kommt in Armenien, Aserbaidschan, Georgien und im Kaukasusraum vor. - Orobanche hadroantha Beck: Sie kommt in der Türkei vor. - Orobanche haenseleri Reuter (Syn: Orobanche hellebori Miégev.): Sie kommt in Spanien und Frankreich vor. - Orobanche hansii A.Kern. (Syn: Orobanche inconspicua Gontsch.) - Efeu-Sommerwurz (Orobanche hederae Duby, Syn.: Catodiacrum luteum Dulac) - Orobanche hermonis Mouterde: Sie kommt im Libanon vor. - Orobanche humbertii Maire: Sie kommt in Marokko vor. - Orobanche hymenocalyx Reut.: Sie kommt in Aserbaidschan und Armenien vor. - Orobanche iammonensis A.Pujadas & P.Fraga: Sie kommt auf Menorca vor. - Orobanche ingens (Beck) Tzvelev: Sie kommt im Kaukasusraum vor. - Orobanche inulae Novopokr. & Abramov: Östliche Türkei bis Transkaukasien. - Orobanche kotschyi Reut. (Syn.: Orobanche spectabilis Reut., Orobanche bucharica Novopokr., Orobanche xanthostachya Novopokr.): Sie kommt in West- und Zentralasien, im Kaukasusraum, in Pakistan und im nördlichen Xinjiang vor. - Orobanche krylowii Beck: Sie kommt im europäischen Russland, in Sibirien, Zentralasien und in Xinjiang vor. - Orobanche kurdica Boiss. & Hausskn. ex Boiss.: Sie kommt nur in der östlichen Türkei vor. - Bergkümmel-Sommerwurz (Orobanche laserpitii-sileris Reuter ex Jordan, Syn.: Orobanche laserpitii-sileris Rapin ex Reut.): Sie kommt in Spanien, Andorra, Frankreich, in der Schweiz, in Österreich, in Bulgarien, Kroatien, Slowenien, Serbien, Bosnien-Herzegowina und Montenegro vor. - Orobanche laxissima Rätzel & Uhlich: Sie kommt in Aserbaidschan, in der Türkei, in Georgien und im Kaukasusraum vor. - Orobanche leptantha Pomel (Syn.: Orobanche icterica Pau): Sie kommt in Marokko und Algerien vor. - Orobanche litorea Guss. (Syn.: Orobanche minor var. litorea (Guss.) Bég., Orobanche angelicifixa Péteaux & St. Lager): Sie kommt in Frankreich, Italien, Tunesien, Sizilien, Sardinien, Griechenland, in der Ägäis und in der Türkei vor. - Orobanche longibracteata Schiman-Czeika: Sie kommt im Iran vor. - Orobanche loscosii L.Carlón, M.Laínz, G.Moreno Moral & Ó.Sánchez Pedraja (Syn.: Orobanche ritro sensu Loscos et auct. hisp., non Gren.) - Berberitzen-Sommerwurz (Orobanche lucorum A.Braun, Syn.: Orobanche berberidis (W.D.J.Koch) Facchini): Sie kommt in Deutschland, Österreich, in der Schweiz, in Italien und im früheren Jugoslawien vor. - Gelbe Sommerwurz (Orobanche lutea Baumg., Syn.: Orobanche alpigena K.Koch, Orobanche armena Tzvelev, Orobanche concreta (Beck) Rouy, Orobanche fragrantissima Bertol., Orobanche hians Steven, Orobanche prosgolica Formánek, Orobanche rubens Wallr.): Sie ist in Mittel- und Südeuropa sowie in Westasien und Kaukasusraum bis Zentralasien verbreitet. - Orobanche lycoctoni Rhiner (Syn.: Orobanche aconiti-lycoctoni Moreno Mor. & al.): Sie kommt in Spanien, Frankreich, in der Schweiz, in Österreich und in Slowenien vor. - Orobanche maritima Pugsley (Syn.: Orobanche minor subsp. maritima (Pugsley) Rumsey): Sie kommt in Spanien, Portugal, Frankreich, Großbritannien und auf den Kanalinseln vor. - Orobanche mauretanica Beck: Sie kommt in Marokko, Algerien und Portugal vor. - Orobanche mayeri (Suess. & Ronniger) Bertsch & F.Bertsch (Syn.: Orobanche alsatica subsp. mayeri (Suess. & Ronniger) Kreutz, Orobanche alsatica var. mayeri Suess. & Ronniger): Diese seltene Art kommt an isolierten Fundorten in den Bergen Polens, Deutschlands, der Slowakei sowie Rumäniens vor. - Orobanche megalantha Harry Sm. (Syn.: Orobanche eximia Harry Sm.): Sie kommt nur im nördlichen Sichuan vor. - Kleine Sommerwurz oder Kleewürger (Orobanche minor Sm., Syn.: Orobanche barbata Poir., Orobanche minor var. flavescens Reut.) - Orobanche mlokosiewiczii Piwow., Ó.Sánchez & Moreno Mor.: Sie wurde am 1. September 2017 aus Georgien erstbeschrieben. - Orobanche montserratii A.Pujadas & D.Gómez: Sie wurde 2000 erstbeschrieben. Sie kommt in Spanien und Frankreich vor. (Syn.: Orobanche alsatica auct. non Kirschl.) - Orobanche mupinensis Hu: Sie kommt in Sichuan vor. - Orobanche owerini (Beck) Beck (Syn.: Orobanche crenata var. owerini Beck). Sie kommt in der Türkei, in Aserbaidschan, Armenien, Georgien und in der Kaukasusregion vor. Es gibt zwei Varietäten: - Orobanche owerini (Beck) Beck var. owerini - Orobanche owerini var. woronowii Beck (Syn.: Orobanche woronowii Beck) - Orobanche palaestina Reut. (Syn.: Orobanche minor var. palaestina (Reut.) Pau.): Südliche Türkei bis Israel. - Orobanche pancicii G.Beck (Syn.: Orobanche reticulata auct. non Wallr.): Sie kommt in Österreich, Slowenien, Albanien, Bosnien-Herzegowina, Montenegro, Griechenland und Bulgarien vor. - Bitterkraut-Sommerwurz (Orobanche picridis) F.W.Schultz (Syn.: Orobanche artemisiae-campestris subsp. picridis (F.W.Schultz) O.Bolòs, Vigo, Masalles & Ninot) - Orobanche pubescens D'Urv. (Syn.: Orobanche versicolor F.W.Schultz): Sie kommt in Südeuropa, in Westasien, auf der Krim, in Libyen, Ägypten, auf der Sinaihalbinsel und im Kaukasusraum vor. - Orobanche pycnostachya Hance (Syn.: Orobanche pycnostachya var. genuina Beck nom. illeg.): Sie kommt in China, Sibirien, in der Mongolei, in Korea und in Russlands Fernem Osten vor. Es gibt zwei Varietäten: - Orobanche pycnostachya var. amurensis (Beck) Beck (Syn.: Orobanche amurensis (Beck) Kom.) - Orobanche pycnostachya Hance var. pycnostachya - Orobanche raddeana Beck (Syn.: Orobanche alba var. raddeana (Beck) Beck) - Ginster-Sommerwurz (Orobanche rapum-genistae Thuill., Syn.: Orobanche rapum Wallr. nom. illeg.) - Distel-Sommerwurz (Orobanche reticulata Wallr., Syn.: Orobanche platystigma Rchb., Orobanche scabiosae W.D.J.Koch, Orobanche procera W.D.J.Koch, Orobanche reticulata subsp. procera (W.D.J.Koch) Dostál, Orobanche pallidiflora Wimm. & Grab., Orobanche reticulata subsp. pallidiflora (Wimm. & Grab.) Hayek, Orobanche grigorjevii Novopokr.) - Orobanche rigens Loisel. (Syn.: Orobanche rapum-genistae subsp. rigens (Loisel.) P.Fourn., Orobanche thyrsoidea Moris ex Bertol., Orobanche rigens var. nigricans Beck ): Sie kommt in Sardinien und in Korsika vor. - Salbei-Sommerwurz (Orobanche salviae F.W.Schultz, Syn.: Orobanche alpestris F.W.Schultz): Sie kommt in Frankreich, Italien, Deutschland, Österreich, in der Schweiz, in Slowenien, auf der Balkanhalbinsel und in Rumänien vor. - Orobanche sanguinea C.Presl (Syn.: Orobanche crinita Viv.): Sie kommt in Marokko, Algerien, Tunesien, Libyen, Portugal, Spanien, auf den Balearen, in Frankreich, Italien, Malta, Kroatien, Montenegro und Griechenland vor. - Orobanche santolinae Loscos & J.Pardo (Syn.: Orobanche loricata subsp. santolinae (Loscos & J.Pardo) O.Bolòs & Vigo): Sie kommt in Spanien vor. - Orobanche schelkovnikovii Tzvelev Es gibt nur wenige Daten zu dieser Art, die nur in Armenien vorkommt. - Orobanche serbica G.Beck & Petrović (Syn.: Orobanche ozanonis F.W.Schultz ex Beck): Sie kommt in Spanien, Frankreich, Serbien und Bulgarien vor. - Orobanche sideana Gilli: Sie kommt in der Türkei vor. - Orobanche sinensis Harry Sm.: Sie kommt im südlichen Qinghai, im nordwestlichen Sichuan und im südöstlichen Xizang vor. Es gibt zwei Varietäten: - Orobanche sinensis var. cyanescens (Harry Sm.) Z.Y.Zhang (Syn.: Orobanche cyanescens Harry Sm.) - Orobanche sinensis Harry Sm. var. sinensis - Orobanche sintenisii Beck: Sie kommt in der Türkei vor. - Orobanche sordida C.A.Mey. (Syn.: Orobanche irtyschensis Serg.): Sie kommt in Kasachstan, im Altai und in Xinjiang vor. - Orobanche staehelinae D.Pav., Michaud, Véla & J.-M.Tison: Sie wurde 2015 aus Frankreich erstbeschrieben. - Orobanche stocksii Boiss. (Syn.: Orobanche cistanchoides Beck ex Stapf): Sie kommt im Iran, in Afghanistan und Pakistan vor. - Orobanche subbaetica Triano & A.Pujadas: - Gamander-Sommerwurz (Orobanche teucrii Holandre, Syn.: Orobanche atrorubens F.W.Schultz nom. illeg.) - Orobanche thapsoides Lojac.: Sie kommt in Sizilien vor. - Orobanche transcaucasica Tzvelev: Sie kommt in Aserbaidschan vor. - Orobanche turcica G.Zare & Dönmez: Die 2014 erstbeschriebene Art kommt in der Türkei vor. - Orobanche variegata Wallr. (Syn.: Orobanche condensata Moris): Sie kommt von Marokko, Algerien sowie Tunesien über Spanien, Portugal sowie Frankreich bis Italien vor. - Orobanche vitellina Novopokr.: Sie kommt in Armenien und in Afghanistan vor. - Orobanche yuennanensis (Beck) Hand.-Mazz. (Syn.: Orobanche alsatica var. yuennanensis Beck): Sie kommt im westlichen Guizhou, im südwestlichen Sichuan und im nördlichen Yunnan vor. - Orobanche zajaciorum Piwow.: Sie wurde 2015 aus Georgien erstbeschrieben und kommt in Armenien, Georgien und im Kaukasusraum vor. |

| Nicht mehr zur Gattung Orobanche s. str. gehören: |
| --- |
| - Nicht mehr zur Gattung Orobanche s. str. sondern zu Aeginetia L. gehören: - Aeginetia acaulis (Roxb.) Walp. (Syn.: Orobanche acaulis Roxb., Orobanche pedunculata Roxb. nom. nud., Aeginetia pedunculata Wall.) - Aeginetia flava J.Parn.: Sie wurde 2012 aus dem südöstlichen Thailand erstbeschrieben. - Aeginetia indica L. (Syn.: Phelypaea indica (L.) Spreng. ex Steud., Orobanche aeginetia L., Aeginetia japonica Siebold & Zucc., Aeginetia mairei H.Lév., Aeginetia boninensis Nakai, Aeginetia saccharicola Bakh.) - Aeginetia mirabilis (Blume) Bakh. - Aeginetia mpomii Letouzey - Aeginetia selebica Bakh. - Aeginetia sessilis Shivam. & Rajanna: Sie wurde 1994 aus Indien erstbeschrieben. - Aeginetia sinensis Beck in Engl. (Syn.: Aeginetia kimurai Makino) - Nicht mehr zur Gattung Orobanche s. str. sondern zu Aphyllon Mitch. (Syn.: Anoplanthus Endl. nom. superfl., Thalesia Raf. ex Britton nom. superfl., Anoplanthus sect. Euanoplon Endl., Loxanthes Raf.) gehören: - Aphyllon arizonicum (L.T.Collins) A.C.Schneid. (Syn.: Orobanche arizonica L.T.Collins) - Aphyllon californicum (Cham. & Schltdl.) A.Gray (Syn.: Orobanche californica Cham. & Schltdl., Phelypaea californica (Cham. & Schltdl.) G.Don, Myzorrhiza californica (Cham. & Schltdl.) Rydb.,Aphyllon violaceum Eastw.): Es gibt fünf Unterarten: - Aphyllon californicum (Cham. & Schltdl.) A.Gray subsp. californicum - Aphyllon californicum subsp. condensum (Heckard) A.C.Schneid. (Syn.: Orobanche californica subsp. condensa Heckard) - Aphyllon californicum subsp. feudgei (Munz) A.C.Schneid. (Syn.: Orobanche californica subsp. feudgei (Munz) Heckard, Orobanche grayana var. feudgei Munz) - Aphyllon californicum subsp. grande (Heckard) A.C.Schneid. (Syn.: Orobanche californica subsp. grandis Heckard) - Aphyllon californicum subsp. grayanum (Beck) A.C.Schneid. (Syn.: Orobanche grayana Beck, Myzorrhiza grayana (Beck) Rydb.) - Aphyllon californicum subsp. jepsonii (Munz) A.C.Schneid. (Syn.: Orobanche grayana var. jepsonii Munz, Orobanche californica subsp. jepsonii (Munz) Heckard) - Aphyllon chilense (Phil.) A.C.Schneid. (Syn.: Myzorrhiza chilensis Phil., Orobanche chilensis (Phil.) Beck) - Aphyllon cooperi A.Gray (Syn.: Orobanche cooperi (A.Gray) A.Heller, Myzorrhiza cooperi (A.Gray) Rydb., Orobanche ludoviciana var. cooperi (A.Gray) Beck). Sie kommt in Nordamerika vor.: Es gibt drei Unterarten: - Aphyllon cooperi A.Gray subsp. cooperi - Aphyllon cooperi subsp. latilobum (Munz) A.C.Schneid. (Syn.: Orobanche cooperi subsp. latiloba (Munz) L.T.Collins, Orobanche ludoviciana var. latiloba Munz) - Aphyllon cooperi subsp. palmeri (Munz) A.C.Schneid. (Syn.: Orobanche cooperi subsp. palmeri (Munz) L.T.Collins, Orobanche multicaulis var. palmeri Munz) - Aphyllon corymbosum (Rydb.) A.C.Schneid. (Syn.: Myzorrhiza corymbosa Rydb., Orobanche corymbosa (Rydb.) Ferris): Es gibt zwei Unterarten: - Aphyllon corymbosum (Rydb.) A.C.Schneid. subsp. corymbosum - Aphyllon corymbosum subsp. mutabile (Heckard) A.C.Schneid. (Syn.: Orobanche corymbosa subsp. mutabilis Heckard) - Aphyllon dugesii S.Watson (Syn.: Orobanche dugesii (S.Watson) Munz): Sie kommt in Mexiko vor. - Aphyllon fasciculatum (Nutt.) Torr. & A.Gray (Syn.: Orobanche fasciculata Nutt., Loxanthes fasciculatus (Nutt.) Raf., Phelypaea fasciculata (Nutt.) Spreng., Anoplon fasciculatum (Nutt.) G.Don, Anoplanthus fasciculatus (Nutt.) Walp., Gymnocaulis fasciculata (Nutt.) Nutt., Thalesia fasciculata (Nutt.) Britton) - Aphyllon ludovicianum (Nutt.) A.Gray (Syn.: Orobanche ludoviciana Nutt., Phelypaea ludoviciana (Nutt.) Walp., Myzorrhiza ludoviciana (Nutt.) Rydb., Conopholis ludoviciana (Nutt.) Wood., Phelypaea erianthera Engelm., Aphyllon arenosum Suksd., Orobanche multiflora var. arenosa Munz, Orobanche ludoviciana var. arenosa (Suksd.) Cronquist) - Aphyllon multiflorum (Nutt) A.Gray (Syn.: Orobanche multiflora Nutt.) - Aphyllon parishii (Jeps.) A.C.Schneid. (Syn.: Orobanche parishii (Jeps.) Heckard., Orobanche californica var. parishii Jeps.): Es gibt zwei Unterarten: - Aphyllon parishii subsp. brachylobum (Heckard) A.C.Schneid. (Syn.: Orobanche parishii subsp. brachyloba Heckard) - Aphyllon parishii (Jeps.) A.C.Schneid. subsp. parishii - Aphyllon pinorum (Geyer ex Hook.) A.Gray (Syn.: Orobanche pinorum Geyer ex Hook., Phelypaea pinorum (Geyer ex Hook.) A.Gray, Myzorrhiza pinorum Rydb.) - Aphyllon purpureum (A.Heller) Holub (Syn.: Thalesia purpurea A.Heller, Orobanche uniflora var. purpurea (A.Heller) Achey, Aphyllon minutum Suksd., Aphyllon sedi Suksd., Thalesia minuta (Suksd.) Rydb., Orobanche porphyrantha Beck, Orobanche uniflora subsp. occidentalis (Greene) Abrams ex Ferris, Aphyllon uniflorum var. occidentale Greene, Orobanche uniflora var. minuta (Suksd.) Beck) - Aphyllon riparium (L.T.Collins) A.C.Schneid. (Syn.: Orobanche riparia L.T.Collins) - Aphyllon robbinsii (Heckard ex Colwell & Yatsk.) A.C.Schneid. (Syn.: Orobanche robbinsii Heckard ex Colwell & Yatsk.) - Aphyllon tacnaense (Mattf.) A.C.Schneid. (Syn.: Orobanche tacnaensis Mattf.) - Aphyllon tarapacanum (Phil.) A.C.Schneid. (Syn.: Orobanche tarapacana Phil.) - Aphyllon tuberosum (A.Gray) A.Gray (Syn.: Phelypaea tuberosa A.Gray, Orobanche bulbosa Beck): Sie kommt in Kalifornien und im mexikanischen Baja Norte vor. - Aphyllon uniflorum (L.) Torr. & A.Gray (Syn.: Orobanche uniflora L., Anoplanthus uniflorus (L.) Endl., Gymnocaulis uniflora (L.) Nutt., Thalesia uniflora (L.) Britton, Aphyllon inundatum Suksd.) - Aphyllon validum (Jeps.) A.C.Schneid. (Syn.: Orobanche valida Jeps., Orobanche ludoviciana var. valida (Jeps.) Munz): Es gibt zwei Unterarten: - Aphyllon validum subsp. howellii (Heckard & L.T.Collins) A.C.Schneid. (Syn.: Orobanche valida subsp. howellii Heckard & L.T.Collins) - Aphyllon validum (Jeps.) A.C.Schneid. subsp. validum - Aphyllon vallicolum (Jeps.) A.C.Schneid. (Syn.: Orobanche comosa var. vallicola Jeps., Orobanche vallicola (Jeps.) Heckard) - Aphyllon weberbaueri (Mattf.) A.C.Schneid. (Syn.: Orobanche weberbaueri Mattf.) - Nicht mehr zur Gattung Orobanche s. str. sondern zu Boschniakia C.A.Mey. ex Bong. gehören: - Boschniakia himalaica Hook. f. & Thomson (Syn.: Xylanche himalaica (Hook. f. & Thomson) Beck, Boschniakia kawakamii Hayata, Xylanche kawakamii (Hayata) Beck) - Boschniakia rossica (Cham. & Schltdl.) B.Fedtsch. (Syn.: Orobanche rossica Cham. & Schltdl., Lathraea clandestina Georgi non L., Boschniakia glabra C.A.Mey. ex Bong., Orobanche glabra (C.A.Mey. ex Bong.) Hook., Lathraea amentacea Schlecht. ex Ledeb., Lathraea strobilacea Schlecht. ex Ledeb.): Es gibt zwei Varietäten: - Boschniakia rossica var. flavida Yue Zhang & J.Y.Ma - Boschniakia rossica (Cham. & Schltdl.) B.Fedtsch. var. rossica - Nicht mehr zur Gattung Orobanche s. str. sondern zur monotypischen Gattung Boulardia F.W.Schultz (Syn.: Ceratocalyx Coss. nom. illeg., Orobanche subgen. Ceratocalyx Coss. ex Nyman, Orobanche subgen. Ceratocalyx (Coss.) Pomel comb. superfl., Orobanche subgen. Boulardia (F.W.Schultz) A.Pujadas comb. superfl., Orobanche sect. Boulardia (F.W.Schultz) Batt.) gehört: - Breitschuppige Sommerwurz (Boulardia latisquama F.W.Schultz, Syn.: Orobanche latisquama (F.W.Schultz) Batt., Orobanche macrolepis Coss., Orobanche macrolepis (Coss.) Pomel nom. illeg., Orobanche macrolepis Coss. ex Beck nom. illeg., Ceratocalyx macrolepis Coss., Ceratocalyx fimbriata Lange): - Nicht mehr zur Gattung Orobanche s. str. sondern zu Christisonia Gardner gehören: - Christisonia subacaulis Gardner (Syn.: Phelypaea subacaulis Benth., Orobanche subacaulis Benth. ex Walp., Aeginetia subacaulis (Benth.) Livera) - Christisonia tricolor Gardner - Nicht mehr zur Gattung Orobanche s. str. sondern zu Conopholis Wallr. gehören: - Conopholis alpina Liebm. (Syn.: Conopholis panamensis Woodson, Conopholis sylvatica Liebm.). Sie kommt in Texas, Mexiko, Guatemala, Honduras, Nicaragua und Panama vor.: Es gibt zwei Unterarten: - Conopholis alpina Liebm. var. alpina - Conopholis alpina var. mexicana (A.Gray ex S.Watson) R.R.Haynes (Syn.: Conopholis mexicana A.Gray ex S. Watson, Conopholis alpina Liebm., Conopholis americana sensu Endl. non Wallr.) - Conopholis americana (L.) Wallr. (Syn.: Orobanche americana L.) - Conopholis panamensis Woodson - Nicht mehr zur Gattung Orobanche s. str. sondern zur 1975 aufgestellten Gattung Diphelypaea Nicolson gehören: - Diphelypaea boissieri (Reut.) Nicolson (Syn.: Anoplanthus biebersteinii var. boissieri Reut., Diphelypaea coccinea var. boissieri (Reut.) Uhlich) - Diphelypaea coccinea (M.Bieb.) Nicolson (Syn.: Orobanche coccinea M.Bieb.) - Diphelypaea tournefortii (Desf.) Nicolson (Syn.: Phelypaea tournefortii Desf.) - Nicht mehr zur Gattung Orobanche s. str. sondern zur monotypischen Gattung Epifagus Nutt. (Syn.: Leptamnium Raf. nom. inval., Mylanche Wallr.) gehört: - Epifagus virginiana (L.) W.P.C.Barton (Syn.: Orobanche virginiana L., Leptamnium virginianum (L). Raf., Mylanche virginiana (L.) Wallr.): Sie kommt im östlichen Kanada und in den östlichen Vereinigten Staaten vor. - Nicht mehr zur Gattung Orobanche s. str. sondern zu Kopsiopsis (Beck) Beck gehören: - Kopsiopsis hookeri (Walp.) Govaerts (Syn.: Boschniakia hookeri Walp., Orobanche hookeri (Walp.) Beck, Orobanche tuberosa Hook. non Vell., Boschniakia tuberosa (Hook.) Jepson, Boschniakia strobilacea auct. non A.Gray) - Kopsiopsis strobilacea (A.Gray) Beck (Syn.: Boschniakia strobilacea A.Gray) - Nicht mehr zur Gattung Orobanche s. str. sondern zu Phelipanche Pomel, auch Blauwürger genannt (Syn.: Kopsia Dumort. nom. rejic., Orobanche subgen. Phelipanche (Pomel) Tzvelev, Orobanche subgen. Trionychon (Wallr.) Spach, Orobanche subgen. Phelypaea (Desf.) Nyman, Orobanche sect. Trionychon Wallr., Phelypaea sect. Trionychon (Wallr.) C.A.Mey.) gehören: - Phelipanche aedoi Carlón, G.Gómez, M.Laínz, Moreno Mor., Ó.Sánchez & Schneew. (Syn.: Orobanche arenaria sensu Foley non Borkh.): Dieser Name wurde 2008 aus Spanien erstveröffentlicht. - Phelipanche aegyptiaca (Pers.) Pomel (Syn.: Orobanche aegyptiaca Pers.) - Phelipanche androssovii (Novopokr.) Soják (Syn.: Orobanche androssovii Novopokr.): Sie kommt in den Bergen Turkmenistans vor. - Phelipanche angustelaciniata (Gilli) Holub (Syn.: Orobanche angustelaciniata Gilli) - Sand-Sommerwurz (Phelipanche arenaria) (Borkh.) Pomel (Syn.: Orobanche arenaria Borkh.) - Phelipanche borissovae (Novopokr.) Soják (Syn.: Orobanche borissovae Novopokr.) - Phelipanche brachypoda (Novopokr.) Soják (Syn.: Orobanche brachypoda Novopokr.) - Phelipanche brassicae (Novopokr.) Soják (Syn.: Orobanche brassicae (Novopokr.) Novopokr.) - Phelipanche bungeana (Beck) Soják (Syn.: Orobanche bungeana Beck, Orobanche caucasica Beck) - Phelipanche caesia (Rchb.) Soják (Syn.: Orobanche caesia Rchb.) - Phelipanche camphorosmae Carlón, G.Gómez, M.Laínz, Moreno Mor., Ó.Sánchez & Schneew. (Syn.: Orobanche camphorosmae (Carlón, G.Gómez, M.Laínz, Moreno Mor., Ó.Sánchez & Schneew.) A.Pujadas & Triano, Orobanche camphorosmae (Carlón, G.Gómez, M. Laínz, Moreno Mor., Ó.Sánchez & Schneew.) A.Pujadas & Triano) - Phelipanche cernua Pomel (Syn.: Phelipanche inexspectata Carlón, G.Gómez, M.Laínz, Moreno Mor., Ó.Sánchez & Schneew.) - Phelipanche cilicica (Reut.) Soják (Syn.: Orobanche cilicica Beck) - Phelipanche coelestis (Reut.) Soják (Syn.: Phelypaea coelestis Reut.) - Phelipanche dalmatica (Beck) Soják (Syn.: Orobanche oxyloba var. dalmatica Beck, Orobanche dalmatica (Beck) Tzvelev, Phelipanche oxyloba (Reut.) Soják, Phelipanche oxyloba (Reut.) Soják) - Phelipanche eriophora (Bornm. & Gauba) Holub (Syn.: Orobanche eriophora Bornm. & Gauba) - Phelipanche georgii-reuteri Carlón, G.Gómez, M.Laínz, Moreno Mor., Ó.Sánchez & Schneew. (Syn.: Orobanche georgii-reuteri (Carlón, G.Gómez, M.Laínz, Moreno Mor., Ó.Sánchez & Schneew.) A.Pujadas) - Phelipanche gratiosa (Webb) Carlón, G.Gómez, M.Laínz, Moreno Mor., Ó.Sánchez & Schneew. (Syn.: Phelypaea gratiosa Webb) - Phelipanche hajastanica Piwow., Ó.Sánchez & Moreno Mor.: Sie wurde 2017 erstbeschrieben. - Phelipanche hedypnoidis Rätzel, Ristow & Uhlich: Sie wurde 2017 erstbeschrieben. - Phelipanche heldreichii (Reut.) Soják (Syn.: Phelypaea heldreichii Reut.) - Phelipanche hirtiflora (Reut.) Soják (Syn.: Phelypaea hirtiflora Reut., Orobanche hirtiflora (Reut.) Burkill, Orobanche hirtiflora (Reut.) Tzvelev) - Phelipanche hypertomentosa (M.J.Y.Foley) M.J.Y.Foley (Syn.: Orobanche hypertomentosa M.J.Y.Foley) - Phelipanche iberica (Beck) Soják (Syn.: Orobanche purpurea var. iberica Beck, Orobanche iberica (Beck) Tzvelev, Orobanche iberica (Beck) Tzvelev, Phelypaea obtusiloba Hausskn.) - Phelipanche kelleri (Novopokr.) Soják (Syn.: Orobanche kelleri Novopokr.) - Phelipanche lainzii J.Gómez Navarro, R.Roselló, J.B.Peris, A.Valdés & E.Sanchis (Syn.: Orobanche lainzii (J.Gómez Navarro, R.Roselló, J.B.Peris, A.Valdés & E.Sanchis) A.Pujadas & Triano): Sie kommt in Spanien vor. - Phelipanche lavandulacea (Rchb.) Pomel (Syn.: Orobanche lavandulacea Rchb.): Es gibt etwa zwei Unterarten: - Phelipanche lavandulacea (Rchb.) Pomel subsp. lavandulacea - Phelipanche lavandulacea subsp. trichocalyx (Webb) Carlón, G.Gómez, M.Laínz, Moreno Mor., Ó.Sánchez & Schneew. (Syn.: Phelypaea trichocalyx Webb) - Phelipanche lavandulaceoides Carlón, G.Gómez, M.Laínz, Moreno Mor., Ó.Sánchez & Schneew. (Syn.: Orobanche lavandulacea auct. hisp. non Rchb.) - Phelipanche libanotica (Schweinf. ex Boiss.) Soják (Syn.: Phelypaea libanotica Schweinf. ex Boiss.) - Phelipanche mutelii (F.W.Schultz) Pomel (Syn.: Orobanche mutelii F.W.Schultz) - Phelipanche muteliformis (M.J.Y.Foley) M.J.Y.Foley (Syn.: Orobanche muteliformis M.J.Y.Foley, Phelipanche umqasrensis Al-Mayah & Al-Asadi) - Phelipanche nikitae Teryokhin - Phelipanche nana (F.W. de Noë ex. Rchb. f.) Soják (Syn.: Phelypaea nana F.W. de Noë ex. Rchb. f.) - Phelipanche nowackiana (Markgr.) Soják (Syn.: Orobanche nowackiana Markgr.) - Phelipanche olbiensis (Coss.) Carlón, G.Gómez, M.Laínz, Moreno Mor., Ó.Sánchez & Schneew. (Syn.: Phelypaea olbiensis Coss.) - Phelipanche orientalis (Beck) Soják (Syn.: Orobanche orientalis Beck) - Phelipanche oxyloba (Reut.) Soják (Syn.: Phelypaea oxyloba Reut., Orobanche oxyloba (Reut.) Beck, Phelipanche mutelii var. oxyloba (Reut.) Rätzel, Orobanche oxyloba var. dalmatica Beck, Orobanche dalmatica (Beck) Tzvelev, Phelipanche dalmatica (Reut.) Soják) - Phelipanche penduliflora (Gilli) Holub (Syn.: Orobanche penduliflora Gilli) - Phelipanche persica (Beck) Piwow., Ó.Sánchez & Moreno Mor. (Syn.: Orobanche coelestis f. persica Beck) - Phelipanche portoilicitana (A.Pujadas & M.B.Crespo) Carlón, G.Gómez, M.Laínz, Moreno Mor., Ó.Sánchez & Schneew. (Syn.: Orobanche portoilicitana A.Pujadas & M.B.Crespo) - Phelipanche pulchella (C.A.Mey.) Soják (Syn.: Phelypaea pulchella C.A.Mey.) - Violette Sommerwurz (Phelipanche purpurea (Jacq.) Soják, Syn.: Orobanche purpurea Jacq.): Es gibt etwa drei Unterarten: - Phelipanche purpurea subsp. ballii (Maire) Carlón, G.Gómez, M.Laínz, Moreno Mor., Ó.Sánchez & Schneew. (Syn.: Orobanche purpurea var. ballii Maire) - Böhmische Sommerwurz (Phelipanche purpurea subsp. bohemica (Čelak.) J.Zázvorka, Syn.: Orobanche bohemica Čelak.) - Phelipanche purpurea subsp. millefolii (Rchb.) Carlón, G.Gómez, M.Laínz, Moreno Mor., Ó.Sánchez & Schneew. (Syn.: Orobanche coerulea var. millefolii Rchb.) - Gewöhnliche Violette Sommerwurz (Phelipanche purpurea (Jacq.) Soják subsp. purpurea, Syn.: Orobanche purpurea Jacq. subsp. purpurea) - Ästige Sommerwurz (Phelipanche ramosa (L.) Pomel, Syn.: Orobanche ramosa L.) - Phelipanche resedarum Carlón, G.Gómez, M.Laínz, Moreno Mor., Ó.Sánchez & Schneew. (Syn.: Orobanche resedarum (Carlón, G.Gómez, M.Laínz, Moreno Mor., Ó.Sánchez & Schneew.) A.Pujadas & Triano) - Phelipanche reuteriana (Rchb. f.) Carlón, G.Gómez, M.Laínz, Moreno Mor., Ó.Sánchez & Schneew. (Syn.: Phelypaea reuteriana Rchb. f., Phelypaea occidentalis Reuter ex Rchb. f., Orobanche reuteriana (Rchb. f.) M.B.Crespo & A.Pujadas, Phelipanche tunetana (Beck) Soják, Orobanche tunetana Beck): Sie kommt in Marokko, Algerien und Tunesien vor. - Phelipanche rosmarina (Welw. ex Beck) Banfi, Galasso & Soldano (Syn.: Orobanche rosmarina Beck) - Phelipanche schultzii (Mutel) Pomel (Syn.: Orobanche schultzii Mutel) - Phelipanche schultzioides M.J.Y.Foley (Syn.: Orobanche schultzioides (M.J.Y.Foley) Domina) - Phelipanche schwingenschussii (Gilli) Holub (Syn.: Orobanche schwingenschussii Gilli) - Phelipanche septemloba (Beck) Soják (Syn.: Orobanche oxyloba f. septemloba Beck, Orobanche septemloba (Beck) Tzvelev, Orobanche oxyloba var. septemloba (Beck) Beck) - Phelipanche serratocalyx (Beck) Soják (Syn.: Orobanche serratocalyx Beck, Phelypaea syspirensis K.Koch) - Phelipanche sinaica (Beck) Rätzel & Uhlich (Syn.: Orobanche mutelii var. sinaica Beck) - Phelipanche sevanensis Piwow., Ó.Sánchez & Moreno Mor.: Sie wurde 2017 erstbeschrieben. - Phelipanche simplex (Reut.) Piwow., Ó.Sánchez & Moreno Mor. (Syn.: Phelypaea tricholoba var. simplex Reut.) - Phelipanche tricholoba (Reut.) Domina (Syn.: Phelypaea tricholoba Reut., Orobanche tricholoba (Reut.) Domina, Orobanche aegyptiaca var. tricholoba (Reut.) Beck) - Phelipanche tzvelevii Teryokhin (Syn.: Orobanche caucasica sensu Gilli non Beck) - Phelipanche umqasrensis Al-Mayah & Al-Asadi (Syn.: Phelipanche muteliformis (M.J.Y.Foley) M.J.Y.Foley) - Phelipanche uralensis (Beck) Czerep. (Syn.: Orobanche uralensis Beck, Phelypaea pallens Bunge ex Ledeb.) - Phelipanche zangezuri Piwow., Ó.Sánchez & Moreno Mor.: Sie wurde 2017 erstbeschrieben. - Phelipanche zosimii (M.J.Y.Foley) M.J.Y.Foley (Syn.: Orobanche hirtiflora subsp. zosimii M.J.Y.Foley) |